# Северная Греция
Северная Греция (греч. Βόρεια Ελλάδα) — крупнейший историко-географический регион Греции и одновременно один из четырех NUTS страны. 
Концепция имеет разный охват в зависимости от контекста. В Древней Греции северная часть страны понималась в основном как Фессалия и Эпир, с немного более ограниченным охватом, чем в современных греческих областях. 
До 1988 года административное деление страны под Северной Грецией означало Эгейскую Македонию и Западную Фракию, для которых существовало отдельное министерство в Салониках. 
С 1988 по 2015 год Северная Греция включала Фессалию для статистических целей, а с 2015 года — Эпир, т.е. епархии Константинопольского Патриархата на территории Греции. Перед последним изменением, в 2014 году, греческий композитор Стаматис Краунакис взорвал общественное мнение в Греции, признав, что на болгарском говорят к северу от Ламии, что вызвало волну остракизма в отношении себя. 